# Кавдар
Кавдар  (азерб. Kavdar) — село в административном округе Гаджилы в Джебраильском районе Азербайджана.

## Топоним
Согласно исследователям, название села отражает название древнетюркоязычного племени Говлар.

## История
В годы Российской империи село входило в состав Джебраильского уезда Елизаветпольской губернии, а в советские годы —  в состав Джебраильского района Азербайджанской ССР.
В результате Первой карабахской войны в августе 1993 года село перешло под контроль непризнанной Нагорно-Карабахской Республики. 4 ноября 2020 года азербайджанская армия взяла контроль над селом Кавдар в Джебраильском районе.

## Экономика
До 1993 года основной отраслью хозяйства была животноводство.